# E981
E981 är en europaväg som går på följande sträckning:
Afyon – Konya – Ereğli
Sträckan är 403 km lång och går helt inom Turkiet.
Vägen ansluter till E90 (vägen Aksaray-Pozantı, nära Ereğli) och E96 (nära Afyon).
Vägen föreslogs för UNECE augusti 2009 av Turkiets regering, vilket godkändes av UNECE i oktober 2009 och trädde i kraft något år senare, och har sedan införts på vissa kartor.